# Liste de divinités égyptiennes par animal
Pour un article plus général, voir Divinités égyptiennes.
Cette page contient une liste de divinités égyptiennes classées par animal symbolique. Il peut s'agir soit de l'animal servant à la représentation du dieu, ou simplement d'un animal qui lui est associé de près ou de loin. Pour plus de détails concernant le lien entre l'animal et le dieu ou la déesse, veuillez consulter la page idoine.

## Bélier(ou boucs)

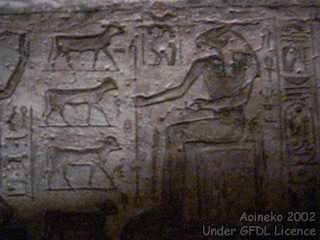
Le dieu Khnoum dans le temple d'Abou Simbel

Voir aussi : bélier et mythologie.
- Ageb
- Amon
- Andjéty
- Bâ
- Banebdjedet (Banebdjebdêt)
- Harsaphes
- Kherty
- Khnoum

## Chacal
- Anubis
- Kentamentiou
- Oupiou
- Sed
- Douamoutef
- Oupouaout
- Oupouaout-Rê
- Khestiou

## Chat
Voir aussi : chat dans l'Égypte antique.
- Bastet

## Chienetchacal
- Anubis (chacal)
- Anupet (chacal)
- Oupiou (chacal)
- Sed (chacal)
- Baba (chien roux)
- Bedou (chien rouge)
- Khentamentiou (chacal ou chien noir)
- Khestiou (chacal)
- Oupouaout (loup ou chacal)
- Oupouaout-Rê (loup ou chacal)
- Seth (?)

## Cobra
- Hetepes-Sekhous
- Qerehèt
- Ouadjet

## Crocodile
- Khentykhety
- Sobek

## Faucon

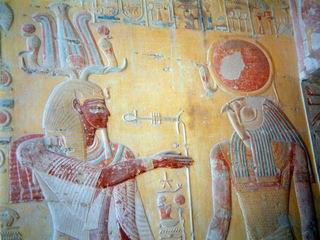
Dieu faucon, tombe de la vallée des rois

- Anty
- Ash
- Dédoun (jusqu'au Nouvel Empire)
- Haroëris
- Hemen
- Horakhty
- Horus
- Houroun
- Khonsou
- Mekhenty-Irty
- Montou
- Nephtys
- Our
- Qebehsenouf
- Rê (Râ)
- Sokaris (Sokar)
- Sopdou

## Gazelle
- Anoukis (Anqet).

## Grenouille
- Aheqet
- Héqet

## Hérisson
- Âbâset[1]
- Temet[1]

## Hippopotame
- Opèt (Ipèt)
- Tawaret (Taouret)

## Ibis
- Thot

## Lion
- Aker
- Apédémak
- Âperet-Isis
- Chesmou

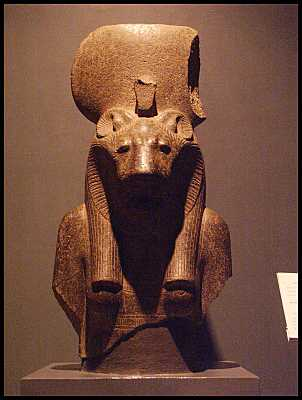
Statue de Sekhmet

- Dédoun (à partir du Nouvel Empire)
- Khentétkhas
- Mahes
- Mandoulis
- Matit (Mattit)
- Mehyt
- Menhit
- Mentit
- Néfertoum
- Pachet (Pakhêt)
- Répit
- Sekhmet
- Tefnout

## Oie
- Amon (dans son rôle de géniteur de l'œuf primordial)
- Geb

## Oiseau
- Dounâouy

- Isis (milan)

## Poisson
- Hatméhyt
- Heddet

## Scarabée
- Api
- Iousaas
- Khépri

## Scorpion
- Hededèt
- Serket
- Tabithet

## Serpent

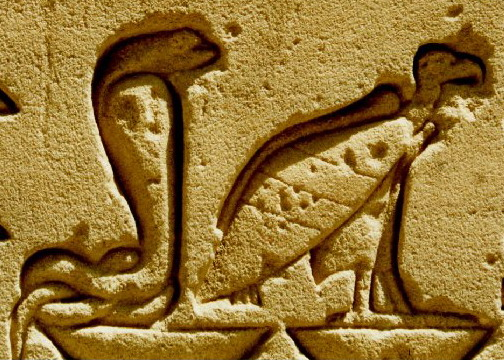
Les deux maîtresses

Voir aussi : Serpent dans l'Égypte antique.
- Amon (dans son rôle de fertilisateur de l'œuf primordial)
- Apophis
- Apep
- Khensit
- Mehen
- Mertseger
- Nehebkaou
- Ouadjyt
- Rénénoutet
- Somtous

## Singe
- Baba
- Hedjour
- Iouf
- Qefedenout
- Thot (parfois représenté en Babouin)
- Hâpi

## Taureau
Voir aussi : Taureau dans l'Égypte antique.
- Apis
- Boukhis
- Kemour
- Kamoutef
- Mnévis
- Tjaïsepef (Tjaïpesef)

## Vache
- Bat
- Chentayt
- Ihet
- Isis
- Hathor
- Hésat
- Methyour (Methyer)
- Nebethetepet (représentation)
- Neith
- Nout
- Sekhathor
- Shedit

## Vautour
- Mout
- Nekhbet